# گو: شاهدخت‌های سنگوکو
گو: شاهدخت‌های سنگوکو (انگلیسی: Gō) (به ژاپنی: 江〜姫たちの戦国〜) نام یک مجموعه تلویزیونی تاریخی و پنجاهمین سری از فیلم‌های مجموعه تلویزیونی تایگا است. این مجموعه توسط ان‌اچ‌کی در سال ۲۰۱۱ میلادی ساخته شده است. در این مجموعه جوری اوئه نو نقش گو (اوایو) کوچکترین دختر آزای ناگاماسا و مادر توکوگاوا ایه‌میتسو را ایفا می‌کند.

## بازیگران
- جوری اوئنو در نقش اوایو - کوچکترین دختر آزای ناگاماسا, مادر توکوگاوا ایه‌میتسو

خاندان آزای
- ری میازاوا در نقش یودو-دونو (چاچا)- بزرگترین دختر آزای ناگاماسا
  - مانا آشیدا کودکی چاچا
- آسامی میزوکاوا در نقش اوهاتسو - خواهر بزرگتر گو
- هونامی سوزوکی در نقش اوایچی - مادر گو
- سابورو توکیتو در نقش آزای ناگاماسا - پدر گو
- مینوری ته رادا  در نقش آزای هیساماسا
- ماسایوکی یویی در نقش آکائو کیوتسونا

خاندان اودا
- اتسوشی تویوکاوا در نقش اودا نوبوناگا - برادر اوایچی دایی گو
- آیومی تانیدا در نقش اودا نوبوتادا - بزرگترین پسر نوبوناگا
- یوتا یامازاکی در نقش اودا نوبوکاتسو - دومین پسر نوبوناگا
- یوتا کانای در نقش اودا نوبوتاکا - سومین پسر نوبوناگا
- تاکاشی کوبایاشی در نقش اودا نوبوکانه - دایی گو

خدمتگزاران خاندان اودا
- دایچی یاسوئو در نقش شیباتا کاتسوایه
- Keisaku Wada در نقش مائدا توشی‌ایه
  - Shun Ōide در نقش Old Toshiie
- تاکه‌هیرو هیرا در نقش ساجی کازوناری - پسرخالهٔ گو
- Yoshiharu Takeda در نقش ایکه‌دا تسونه‌اوکی
- Jundai Yamda در نقش ساکوما موریماسا
- کوجی ستو در نقش موری رانمارو
- Shōta Someta در نقش Mori Bōmaru
- ساکاموتو شوگو در نقش Mori Rikimaru

خاندان آکچی
- ایچیمورا ماساچیکا در نقش آکچی میتسوهیده - فرمانده تحت خدمت نوبوناگا
- Mimura در نقش هوسوکاوا تاما - دختر آکچی
- Yū Kamio در نقش سایتو توشیمیتسو

خاندان تویوتومی
- Gorō Kishitani در نقش تویوتومی هیده‌یوشی - رعیت نوبوناگا
- شینوبو اوتاکه در نقش ننه (شخص) - همسر اصلی هیده‌یوشی
- نارائوکا توموکو در نقش ناکا - مادر هیده یوشی
- Yukiya Kitamura در نقش تویوتومی هیده‌تسوگو - خواهرزاده هیده یوشی
- Yoshihiko Hakamada در نقش تویوتومی هیده‌ناگا
- Taiga در نقش تویوتومی هیده‌یوری
- کوتسونا شیئوری در نقش سن هیمه
- Sawa Suzuki در نقش کیوگوکو تاتسوکو

خدمتگزاران خاندان تویوتومی
- ماساتو هاگیوارا در نقش ایشیدا میتسوناری
- Toshio Shiba در نقش کورودا یوشیتاکا
- تاکدا شینجی در نقش اونو هاروناگا

خاندان توکوگاوا
- کینیا کیتااوجی در نقش توکوگاوا ایه‌یاسو - پدر هیده‌تادا
- اسامو موکائی در نقش توکوگاوا هیده‌تادا - سومین پسر ایه یاسو
- Kayo Asano در نقش تسوکی یاما دونو
- Shōgo Kimura در نقش ماتسودایرا نوبویاسو - بزرگترین پسر ایه یاسو
- یاسوکو تومیتا در نقش کاسوگا نو تسوبونه
- Naoto Kinosaki در نقش توکوگاوا ایه‌میتسو
- Tomoyuki Imagawa در نقش توکوگاوا تاداناگا
- Kaito Kobayashi در نقش Hoshina Kōmatsu

خدمتگزاران خاندان توکوگاوا
- ماسائو کوساکاری در نقش هوندا ماسانوبو
- Shunsuke Kariya در نقش هوندا تاداکاتسو
- Ken'ichi Sakuragi در نقش ساکای تاداتسوگو

دیگران
- ایزومی موتویا در نقش آشیکاگا یوشی‌آکی - پانزدهمین و آخرین شوگون از شوگون سالاری آشیکاگا
- Jin Nakayama در نقش آساکورا یوشیکاگه
- کوجی ایشیزاکا در نقش سن نو ریکیو - استاد بزرگ مراسم چای
- Manabu Hamada در نقش سانادا یوکیمورا
- فوجینامی تاتسومی در نقش سانادا ماسایوکی
- تاکومی سایتو در نقش کیوگوکو تاکاتسوگو